# Teatro dei Concordi (Firenze)
Il teatro dei Concordi di Firenze si trovava in corso dei Tintori 35.

## Storia e descrizione
Nell'edificio esistevano nel XIII secolo abitazioni e botteghe di “lanaioli” e “tintori” (che diedero il nome alla strada), confermate anche dai recenti ritrovamenti di tracce di vasche di tintura, canali di scolo e forni. Nel Seicento l'edificio venne ampliato in profondità, riducendo il cortile ed accorpando alcuni edifici confinanti.
Nel 1839, quando era dei proprietà della famiglia Catranzaro, vi fu installato un teatro privato dell'Accademia dei ingegnosi, divenuta poi "dei Concordi", e vi rappresentavano soprattutto commedie, scritte spesso appositamente dal commediografo Giovan Battista Fagiuoli. Il teatro, descritto dal Fantozzi, restò in uso fino al 1850. L'autore della Nuova guida della città di Firenze e dei suoi contorni scrisse di una platea e una "loggia" (i palchetti) "molto proprie e decenti", così come il palcoscenico e gli altri annessi; ricordò poi come per accedervi "è necessario munirsi di un apposito biglietto (che si dispensa ai soci)".
Alla chiusura l'immobile passò al Ginnasio drammatico, diretto da Filippo Berti. Il teatro venne usato allora per gli "esperimenti" di declamazione e ne furono allestiti ben trentacinque entro il 1854, quando il ginnasio si spostò nelle scuole di Santa Caterina.
Il teatro non è menzionato fino al 1914, quando divenne la prima sede fiorentina della Camera del lavoro. Dal 1921 al 1937 ospitò l'Unione dei sindacati fascisti di Firenze, come ricorda una targa marmorea ancora visibile nell'abitazione. Venduto all'asta negli anni Trenta ha cambiato numerosi proprietari, subendo una ristrutturazione nel 1956 che ne ha alterato le residue strutture medievali. Nel 1968 la sua facciata è stata vincolata dalla soprintendenza.